# Хаддас
Хаддас (англ. Haddas River) — сезонная река в Эритрее.
В окрестностях национального парка Сэмиэнави-Бахри принимает крупнейший приток — реку Алугеде.
Сливаясь со множеством сезонных водотоков с изменчивым руслом, делится на протоки: Санду, Галиту и несколько безымянных.
Под приносимым рекой илом был обнаружен древний город Адулис.